# Anomis catarhodois
Anomis catarhodois là một loài bướm đêm trong họ Erebidae.